# Billy S.
Billy S. – debiutancki singiel kanadyjskiej wokalistki Skye Sweetnam promujący jej pierwszą płytę Noise from the Basement. Piosenka znalazła się również na oficjalnym soundtracku filmu Uwierz w miłość z Mandy Moore.
Skye wyznała, iż ta piosenka była jej bardzo bliska i niesamowicie jej zależało na wydaniu jej w postaci singla. Swoje problemy z wytwórnią (dotyczące wydania tej piosenki) zawarła w piosence "Fallen Through", która również znalazła się na debiutanckiej płycie.

## Lista utworów
1. Billy S.
2. Wild World (cover Cat Stevens)